# لغة الكادارو
لغة كادارو هي لغة لغات نيلية صحراوية وواحدة من لغات التلال النوبية التي يتحدث بها في جبال النوبة الشمالية في جنوب السودان. يتحدث بها حوالي 27000 شخص، وترتبط ارتباطا وثيقا بلغة الغلفان الذي تشكل معه مجموعة كادارو غلفان.